# Capoeta damascina
Capoeta damascina är en fiskart som först beskrevs av Achille Valenciennes 1842.  Capoeta damascina ingår i släktet Capoeta och familjen karpfiskar. Inga underarter finns listade.